# Vladimir Urumov
Vladimir Marinov Urumov, né le 28 août 1990, est un haltérophile bulgare.

## Palmarès

### Championnats du monde
- 2017 à Anaheim
  - 12e en moins de 62 kg.
- 2014 à Almaty
  - 6e en moins de 62 kg.

### Championnats d'Europe
- 2018 à Bucarest
  - 4e en moins de 62 kg.
- 2017 à Split
  - 6e en moins de 62 kg.
- 2016 à Førde
  -  médaille de bronze en moins de 62 kg.
- 2012 à Antalya
  - 5e en moins de 62 kg.
- 2010 à Minsk
  - 7e en moins de 62 kg.
- 2008 à Lignano Sabbiadoro
  -  médaille de bronze en moins de 56 kg.